# Воля-Мікорська
Воля-Мікорська (пол. Wola Mikorska) — село в Польщі, у гміні Белхатув Белхатовського повіту Лодзинського воєводства.
Населення — 360 осіб (2011).
У 1975-1998 роках село належало до Пйотрковського воєводства.

## Демографія
Демографічна структура станом на 31 березня 2011 року:
|          | Загалом | Допрацездатний вік | Працездатний вік | Постпрацездатний вік |
| -------- | ------- | ------------------ | ---------------- | -------------------- |
| Чоловіки | 179     | 33                 | 131              | 15                   |
| Жінки    | 181     | 34                 | 114              | 33                   |
| Разом    | 360     | 67                 | 245              | 48                   |